# Jeu de quilles (Les Simpson)
Jeu de quilles est un épisode de la série télévisée d'animation Les Simpson. Il s'agit du dix-septième épisode de la trente-quatrième saison et du 745e de la série.

## Réception
Lors de sa première diffusion, l'épisode a attiré ?million de téléspectateurs.